# Nommay
Nommay és un municipi francès situat al departament del Doubs i a la regió de Borgonya - Franc Comtat. L'any 2007 tenia 1.580 habitants.

## Demografia

### Població
El 2007 la població de fet de Nommay era de 1.580 persones. Hi havia 612 famílies de les quals 108 eren unipersonals (48 homes vivint sols i 60 dones vivint soles), 248 parelles sense fills, 212 parelles amb fills i 44 famílies monoparentals amb fills.
La població ha evolucionat segons el següent gràfic:
Habitants censats

### Habitatges
El 2007 hi havia 655 habitatges, 632 eren l'habitatge principal de la família i 23 estaven desocupats. 605 eren cases i 49 eren apartaments. Dels 632 habitatges principals, 544 estaven ocupats pels seus propietaris, 75 estaven llogats i ocupats pels llogaters i 13 estaven cedits a títol gratuït; 1 tenia una cambra, 11 en tenien dues, 53 en tenien tres, 147 en tenien quatre i 420 en tenien cinc o més. 562 habitatges disposaven pel capbaix d'una plaça de pàrquing. A 264 habitatges hi havia un automòbil i a 331 n'hi havia dos o més.

### Piràmide de població
La piràmide de població per edats i sexe el 2009 era:
| Homes | Edats   | Dones |
| ----- | ------- | ----- |
| 0     | 95 o +  | 4     |
| 0     | 90 a 94 | 4     |
| 4     | 85 a 89 | 20    |
| 4     | 80 a 84 | 0     |
| 20    | 75 a 79 | 28    |
| 28    | 70 a 74 | 28    |
| 80    | 65 a 69 | 72    |
| 68    | 60 a 64 | 80    |
| 24    | 55 a 59 | 52    |
| 32    | 50 a 54 | 52    |
| 76    | 45 a 49 | 40    |
| 48    | 40 a 44 | 48    |
| 56    | 35 a 39 | 76    |
| 72    | 30 a 34 | 40    |
| 36    | 25 a 29 | 12    |
| 32    | 20 a 24 | 16    |
| 52    | 15 a 19 | 20    |
| 28    | 10 a 14 | 52    |
| 52    | 5 a 9   | 40    |
| 8     | 0 a 4   | 32    |

## Economia
El 2007 la població en edat de treballar era de 902 persones, 640 eren actives i 262 eren inactives. De les 640 persones actives 587 estaven ocupades (311 homes i 276 dones) i 53 estaven aturades (21 homes i 32 dones). De les 262 persones inactives 109 estaven jubilades, 84 estaven estudiant i 69 estaven classificades com a «altres inactius».

### Ingressos
El 2009 a Nommay hi havia 639 unitats fiscals que integraven 1.605 persones, la mediana anual d'ingressos fiscals per persona era de 20.145,5 €.

### Activitats econòmiques
Dels 41 establiments que hi havia el 2007, 2 eren d'empreses extractives, 1 d'una empresa alimentària, 3 d'empreses de fabricació d'altres productes industrials, 11 d'empreses de construcció, 4 d'empreses de comerç i reparació d'automòbils, 2 d'empreses de transport, 1 d'una empresa d'hostatgeria i restauració, 1 d'una empresa d'informació i comunicació, 2 d'empreses financeres, 4 d'empreses de serveis, 7 d'entitats de l'administració pública i 3 d'empreses classificades com a «altres activitats de serveis».
Dels 13 establiments de servei als particulars que hi havia el 2009, 1 era un taller de reparació d'automòbils i de material agrícola, 1 paleta, 3 guixaires pintors, 1 fusteria, 2 lampisteries, 2 electricistes, 1 empresa de construcció i 2 perruqueries.
Dels 3 establiments comercials que hi havia el 2009, 1 era un supermercat, 1 una botiga de menys de 120 m² i 1 una joieria.
L'any 2000 a Nommay hi havia 4 explotacions agrícoles.

## Equipaments sanitaris i escolars
L'únic equipament sanitari que hi havia el 2009 era una farmàcia.
El 2009 hi havia 1 escola maternal i 1 escola elemental.

## Poblacions més properes
El següent diagrama mostra les poblacions més properes.